# Rasa negroidă
Rasa negroidă a fost gruparea rasială, astăzi perimată a diferitelor popoare indigene din Africa de la sud de o zonă ce se întinde din sudul deșertului Sahara în vest până la Marile Lacuri Africane în sud-est, dar și în zone izolate din Asia de Sud și de Sud-Est (Negrito⁠(d)). Termenul derivă din conceptele, astăzi infirmate, despre rasă văzută ca o categorie biologică reală.
Conceptul împărțirii oamenilor în trei rase denumite europoidă, mongoloidă, și negroidă (la început „etiopiană”) a fost introdus în deceniul anilor 1780 de membri Școlii de istorie de la Göttingen⁠(d) și a fost dezvoltat de acolo de specialiștii occidentali în contextul ideologiilor rasiste din epoca colonialismului.
După dezvoltarea geneticii moderne, conceptul de rase umane distincte în sens biologic a devenit perimat. În 2019, Asociația Americană a Antropologilor Biologi⁠(d) a afirmat:  „Rasa nu furnizează o reprezentare exactă a variațiilor biologice umane. Nu a avut nici în trecut acuratețe și rămâne imprecisă în raport cu populațiile umane contemporane.”

## Trăsături fizice

### Aspect general
Encyclopædia Britannica, ediția a XI-a (1910–1911), enumera următoarele „caracteristici bine definite” ale populațiilor „negroide” din Africa, sudul Indiei, Malaezia, și Australasia: „piele închisă la culoare, variind de la brun închis, brun-roșcat, sau ciocolatiu până la aproape complet negru; păr negru, puternic cârlionțat, plat în secțiune transversală, de tip lânos sau flocos; tendință mai mare sau mai mică spre prognatism⁠(d); ochi brun-închiși cu cornee gălbuie; nas mai mult sau mai puțin lat și turtit; și dinți mari”. Encyclopædia Britannica observa o tendință spre „statură înaltă” și „dolicocefalie⁠(d)” (cap alungit), cu excepția populației Negrito⁠(d) descris ca având „statură scundă” și „brahicefalie” (cap scurt).
Antropologii legiști⁠(d) care scriau pe la începutul secolului al XXI-lea descriau „negroizii” cranii cu cavitate nazală⁠(d) largă și rotundă; fără prag nazal; oase nazale în formă de cabană Quonset⁠(d); proiecție facială notabilă în zona gurii și a mandibulei (prognatism⁠(d)); boltă palatină dreptunghiulară; Orbite oculare de formă pătrată sau dreptunghiulară; distanță interorbitală mare; arcade supraorbitale⁠(d) mai ondulate; și dinți mari.

### Neotenia
Ashley Montagu⁠(d) enumeră trăsăturile structurale "neotenice⁠(d) în care ... negroizii [în general] diferă de europoizi ... nas întrucâtva plat, baza nasului plată, urechi mai înguste, încheieturi mai strâmte, eminențe craniene frontale, închiderea mai târzie a suturilor⁠(d) premaxilare⁠(d), pleoape mai lungi și cu mai puțin păr, [și] modele Cruciform⁠(d)e pe primul și al treilea molar.”:254 El sugera și că în grupul negroid dispărut denumit „boskopoizii⁠(d)”, trăsăturile pedomorfe se păstrau mai mult decât la alți negroizi. Montagu scria și că boskopoizii au creier mai mare decât oamenii moderni (1700 centimetri cubi capacitate craniană față de 1400 centimetri cubi la oamenii moderni), iar proiecția gurii era mai mică decât la alți negroizi. El credea că boskopoizii sunt strămoșii khoisanilor⁠(d).

### Caracteristici atletice
În contextul succeselor remarcabile ale unor sportivi afro-americani ca Jesse Owens în timpul Olimpiadei de Vară din 1936, s-a discutat avantajul de viteză al „tipului negroid de os al gambei, labei piciorului și călcâiului”.:161 Antropologul W. Montague Cobb⁠(d) s-a alăturt în același an dezbaterii, remarcând că „nu există nicio caracteristică fizică singulară, inclusiv culoarea pielii, pe care să o aibă în comun toți marii sportivi negri, care să-i clasifice categoric ca negri.” Astăzi, ideea existenței unor diferențe biologice de abilitate atletică între grupurile rasiale este considerată a fi neștiințifică.

## Critici
Termenul negroid aparține unui set de termeni introduși de antropologii din secolul al XIX-lea în tentativa de a categorisi rasele umane. Acei termeni sunt asociați unor noțiuni depășite despre tipurile rasiale și astfel au potențialul să fie jignitori, așa că ar trebui evitați.

### Genetica modernă
În eseul Evolution and Notions of Human Race din 2016, Alan R. Templeton⁠(d) discută diferitele criterii folosite în biologie pentru a defini subspecii sau rase. Printre exemplele date de el pentru trăsături considerate tradițional a fi rasiale se numără și culoarea pielii: „popoarele băștinașe cu pielea cea mai închisă la culoare trăiesc în Africa tropicală și în Melanezia.” Deși aceste două grupuri ar fi tradițional clasificate drept „negri”, în realitate africanii sunt mai îndeaproape înrudiți cu europenii decât cu melanezienii.:359 Un alt exemplu îl constituie rezistența la malarie, găsită adesea în populațiile africane, dar și în „multe populații europene și asiatice”.:359
Templeton trage concluzia că „răspunsul la întrebarea dacă există rase la om este clar și lipsit de ambiguitate: nu.”:360